# Liste der olympischen Medaillengewinner aus Lettland
Das Latvijas Olimpiskā Komiteja (Lettlands Nationales Olympisches Komitee) wurde 1922 gegründet und 1991 nach der Unabhängigkeit wieder vom Internationalen Olympischen Komitee aufgenommen.

## Medaillenbilanz
Bislang errangen Sportler aus Lettland 31 olympische Medaillen (5 × Gold, 14 × Silber, 12 × Bronze).
| Lettland bei den Olympischen Sommerspielen                                        | Lettland bei den Olympischen Sommerspielen | Lettland bei den Olympischen Sommerspielen | Lettland bei den Olympischen Sommerspielen | Lettland bei den Olympischen Sommerspielen | Lettland bei den Olympischen Sommerspielen |      | Lettland bei den Olympischen Winterspielen | Lettland bei den Olympischen Winterspielen | Lettland bei den Olympischen Winterspielen | Lettland bei den Olympischen Winterspielen | Lettland bei den Olympischen Winterspielen | Lettland bei den Olympischen Winterspielen |
| Jahr                                                                              | Gold                                       | Silber                                     | Bronze                                     | Gesamt                                     | Rang                                       | Jahr | Gold                                       | Silber                                     | Bronze                                     | Gesamt                                     | Rang                                       |                                            |
| 1924                                                                              | 0                                          | 0                                          | 0                                          | 0                                          |                                            |      | 1924                                       | 0                                          | 0                                          | 0                                          | 0                                          |                                            |
| 1928                                                                              | 0                                          | 0                                          | 0                                          | 0                                          |                                            |      | 1928                                       | 0                                          | 0                                          | 0                                          | 0                                          |                                            |
| 1932                                                                              | 0                                          | 1                                          | 0                                          | 1                                          | 22                                         |      | 1932                                       | –                                          | –                                          | –                                          | –                                          | –                                          |
| 1936                                                                              | 0                                          | 1                                          | 1                                          | 2                                          | 24                                         |      | 1936                                       | 0                                          | 0                                          | 0                                          | 0                                          |                                            |
| 1948                                                                              | –                                          | –                                          | –                                          | –                                          | –                                          |      | 1948                                       | –                                          | –                                          | –                                          | –                                          | –                                          |
| 1952                                                                              | –                                          | –                                          | –                                          | –                                          | –                                          |      | 1952                                       | –                                          | –                                          | –                                          | –                                          | –                                          |
| 1956                                                                              | –                                          | –                                          | –                                          | –                                          | –                                          |      | 1956                                       | –                                          | –                                          | –                                          | –                                          | –                                          |
| 1960                                                                              | –                                          | –                                          | –                                          | –                                          | –                                          |      | 1960                                       | –                                          | –                                          | –                                          | –                                          | –                                          |
| 1964                                                                              | –                                          | –                                          | –                                          | –                                          | –                                          |      | 1964                                       | –                                          | –                                          | –                                          | –                                          | –                                          |
| 1968                                                                              | –                                          | –                                          | –                                          | –                                          | –                                          |      | 1968                                       | –                                          | –                                          | –                                          | –                                          | –                                          |
| 1972                                                                              | –                                          | –                                          | –                                          | –                                          | –                                          |      | 1972                                       | –                                          | –                                          | –                                          | –                                          | –                                          |
| 1976                                                                              | –                                          | –                                          | –                                          | –                                          | –                                          |      | 1976                                       | –                                          | –                                          | –                                          | –                                          | –                                          |
| 1980                                                                              | –                                          | –                                          | –                                          | –                                          | –                                          |      | 1980                                       | –                                          | –                                          | –                                          | –                                          | –                                          |
| 1984                                                                              | –                                          | –                                          | –                                          | –                                          | –                                          |      | 1984                                       | –                                          | –                                          | –                                          | –                                          | –                                          |
| 1988                                                                              | –                                          | –                                          | –                                          | –                                          | –                                          |      | 1988                                       | –                                          | –                                          | –                                          | –                                          | –                                          |
| 1992                                                                              | 0                                          | 2                                          | 1                                          | 3                                          | 40                                         |      | 1992                                       | 0                                          | 0                                          | 0                                          | 0                                          |                                            |
| 1996                                                                              | 0                                          | 1                                          | 0                                          | 1                                          | 61                                         |      | 1994                                       | 0                                          | 0                                          | 0                                          | 0                                          |                                            |
| 2000                                                                              | 1                                          | 1                                          | 1                                          | 3                                          | 42                                         |      | 1998                                       | 0                                          | 0                                          | 0                                          | 0                                          |                                            |
| 2004                                                                              | 0                                          | 4                                          | 0                                          | 4                                          | 58                                         |      | 2002                                       | 0                                          | 0                                          | 0                                          | 0                                          |                                            |
| 2008                                                                              | 1                                          | 1                                          | 1                                          | 3                                          | 45                                         |      | 2006                                       | 0                                          | 0                                          | 1                                          | 1                                          | 26                                         |
| 2012                                                                              | 1                                          | 0                                          | 1                                          | 2                                          | 49                                         |      | 2010                                       | 0                                          | 2                                          | 0                                          | 2                                          | 23                                         |
| 2016                                                                              | 0                                          | 0                                          | 0                                          | 0                                          |                                            |      | 2014                                       | 1                                          | 1                                          | 3                                          | 5                                          | 23                                         |
| 2020                                                                              | 1                                          | 0                                          | 1                                          | 2                                          | 59                                         |      | 2018                                       | 0                                          | 0                                          | 1                                          | 1                                          |                                            |
| 2024                                                                              | 0                                          | 0                                          | 0                                          | 0                                          |                                            |      | 2022                                       | 0                                          | 0                                          | 1                                          | 1                                          | 27                                         |
| Gesamt                                                                            | 4                                          | 11                                         | 6                                          | 21                                         |                                            |      | Gesamt                                     | 1                                          | 3                                          | 6                                          | 10                                         |                                            |
| \| \| Gold \| Silber \| Bronze \| Gesamt \| \| Ges. S+W \| 5 \| 14 \| 12 \| 31 \| |                                            |                                            |                                            |                                            |                                            |      |                                            |                                            |                                            |                                            |                                            |                                            |
|                                                                                   | Gold                                       | Silber                                     | Bronze                                     | Gesamt                                     |                                            |      |                                            |                                            |                                            |                                            |                                            |                                            |
| Ges. S+W                                                                          | 5                                          | 14                                         | 12                                         | 31                                         |                                            |      |                                            |                                            |                                            |                                            |                                            |                                            |

## Medaillengewinner
- Kristers Aparjods – Rodeln (0–0–1)
Peking 2022: Bronze, Teamstaffel
- Edvīns Bietags – Ringen (0–1–0)
Berlin 1936: Silber, Griechisch-römisch, Leichtschwergewicht (–87 kg)
- Mārtiņš Bots – Rodeln (0–0–1)
Peking 2022: Bronze, Teamstaffel
- Adalberts Bubenko – Leichtathletik (0–0–1)
Berlin 1936: Bronze, 50-km-Gehen, Männer
- Agnis Čavars – Basketball (1-0-0)
Tokio 2020: Gold, 3×3-Basketball, Männer
- Jānis Daliņš – Leichtathletik (0–1–0)
Los Angeles 1932: Silber, 50-km-Gehen, Männer
- Daumants Dreiškens – Bob (1–1–0)
Sotschi 2014: Gold, Viererbob
Sotschi 2014: Bronze, Zweierbob
- Martins Dukurs – Skeleton (0–2–0)
Vancouver 2010: Silber, Einsitzer, Männer
Sotschi 2014: Silber, Einsitzer, Männer
- Aigars Fadejevs – Leichtathletik (0–1–0)
Sydney 2000: Silber, 50-km-Gehen, Männer
- Ivans Klementiew – Kanu (0–2–0)
Atlanta 1996: Silber, Einer-Canadier, Männer
Barcelona 1992: Silber, Einer-Canadier, Männer
- Ainārs Kovals – Leichtathletik (0–1–0)
Peking 2008: Silber, Speerwurf, Männer
- Edgars Krūmiņš – Basketball (1-0-0)
Tokio 2020: Gold, 3×3-Basketball, Männer
- Afanasijs Kuzmins – Schießen (0–1–0)
Barcelona 1992: Silber, Schnellfeuerpistole, Männer
- Kārlis Lasmanis – Basketball (1-0-0)
Tokio 2020: Gold, 3×3-Basketball, Männer
- Oskars Melbārdis – Bob (1–1–1)
Sotschi 2014: Gold, Viererbob
Sotschi 2014: Bronze, Zweierbob
Pyeongchang 2018: Bronze, Zweierbob
- Nauris Miezis – Basketball (1-0-0)
Tokio 2020: Gold, 3×3-Basketball, Männer
- Dainis Ozols – Radsport (0–0–1)
Barcelona 1992: Bronze, Straßenrennen, Männer
- Mārtiņš Pļaviņš – Beach-Volleyball (0–0–1)
London 2012: Bronze, Männer
- Artūrs Plēsnieks – Gewichtheben (0-0-1)
Tokio 2020: Bronze, Schwergewicht (bis 109 kg), Männer
- Roberts Plūme – Rodeln (0–0–1)
Peking 2022: Bronze, Teamstaffel
- Mārtiņš Rubenis – Rodeln (0–0–2)
Turin 2006: Bronze, Einsitzer, Männer
Sotschi 2014: Bronze, Teamstaffel,
- Jeļena Rubļevska – Moderner Fünfkampf (0–1–0)
Athen 2004: Silber, Frauen
- Jevgēņijs Saproņenko – Turnen (0–1–0)
Athen 2004: Silber, Sprungtisch, Männer
- Viktors Ščerbatihs – Gewichtheben (0–1–1)
Athen 2004: Silber, Superschwergewicht (über 105 kg), Männer
Peking 2008: Bronze, Superschwergewicht (über 105 kg), Männer
- Andris Šics – Rodeln (0–1–2)
Vancouver 2010: Silber, Doppelsitzer, Männer
Sotschi 2014: Bronze, Doppelsitzer, Männer
Sotschi 2014: Bronze, Teamstaffel,
- Juris Šics – Rodeln (0–1–2)
Vancouver 2010: Silber, Doppelsitzer, Männer
Sotschi 2014: Bronze, Doppelsitzer, Männer
Sotschi 2014: Bronze, Teamstaffel,
- Jānis Šmēdiņš – Beach-Volleyball (0–0–1)
London 2012: Bronze, Männer
- Jānis Strenga – Bob (1–0–1)
Sotschi 2014: Gold, Viererbob
Pyeongchang 2018: Bronze, Zweierbob
- Māris Štrombergs – Radsport (2–0–0)
Peking 2008: Gold, BMX, Männer
London 2012: Gold, BMX, Männer
- Elīza Tīruma – Rodeln (0–0–2)
Sotschi 2014: Bronze, Teamstaffel,
Peking 2022: Bronze, Teamstaffel
- Vadims Vasiļevskis – Leichtathletik (0–1–0)
Athen 2004: Silber, Speerwurf, Männer
- Igors Vihrovs – Turnen (1–0–0)
Sydney 2000: Gold, Bodenturnen, Männer
- Arvis Vilkaste – Bob (1–0–0)
Sotschi 2014: Gold, Viererbob
- Vsevolods Zeļonijs – Judo (0–0–1)
Sydney 2000: Bronze, Leichtgewicht (–73 kg), Männer